# Приказ Большой казны
Приказ Большой казны — финансовый орган Русского царства.
Неволин относит учреждение его ко времени Иоанна III, хотя достоверно известно его существование только в царствование Иоанна IV.
Ведал его тот же боярин, что и Стрелецкий приказ, с ним были в товарищах думный дворянин и 2—3 дьяка.
Приказ этот заведовал государственными доходами с тех городов, сёл и деревень, которые не были подчинены другим приказам; в его ведении состояли гостиная и суконная сотни и вообще торговые люди, а также мастера серебряного дела.
Доходы этого приказа простирались до 300 тысяч рублей.
Ему был подчинён денежный двор, на котором чеканились деньги и медали (на монетах ставились буквы «Б. к.»). В записных книгах денежный двор упоминается с 1665 года, наблюдал за ним особый приказ из дворянина и дьяка.
В заведовании приказа Большой казны состоял ещё тульский железный завод, на котором изготовлялись разные железные изделия, ружья, ядра, пушки.
Горное дело также состояло в ведении этого приказа.
С 1680 года к приказу Большой казны перешло заведование таможнями, померной и мытной избой, денежными доходами с кабаков, кружечных дворов, конских площадок, торговых бань и т. п. — словом, большая часть тех доходов, которые раньше поступали в приказы Большого прихода, новгородский, владимирский, новую и галицкую чети.
24 августа 1700 года по указу Петра I дела золотых, серебряных и иных руд были выделены в Приказ рудокопных дел, который просуществовал до создания Берг-коллегии.
В 1711 году в этот же приказ было передано заведование казной Казённого приказа.
Приказ Большой казны просуществовал до 1718 года, когда был заменён Штатс-контор-коллегией.